# ラディカル構成主義
ラディカル構成主義は、認識論における立場の一つで、他の構成主義の立場と大きく異なる。

## 概要
ラディカル構成主義の基本的な前提の1つは、個人の知覚は個人から独立して存在する現実のイメージを生み出すことはできず、各個人にとっての現実は常に自分自身の感覚刺激と記憶能力により構築されたものであるということである。したがって、認識された（構築された）イメージと現実との対応という意味での客観性は不可能であり、それぞれの知覚は完全に主観的である。これがラディカル構成主義のラディカルさである。
エルンスト・フォン・グレーザーズフェルドは、ラディカル構成主義の創設者とされる。フォン・グレーザーズフェルドによれば、西洋認識論の中心的な問題は「経験の世界の外にあるものを認識したい。」ということである。 ラディカル構成主義によれば、この問題は解決できないが、回避できる。フォン・グレーザーズフェルドは、心理学者で認識論者のジャン・ピアジェの研究からこのインスピレーションを得た。ピアジェは、「私たちが「知識」と呼ぶ認知構造は、『現実のコピー』として理解してはならず、むしろ適応の結果である」と説明していた  。フォン・グラザースフェルドは、このためにバイアビリティという言葉を作り出した。この用語は、「対応または反映のアイコンの関係」と「適合の関係」を区別する。これは、「経験的に仮説を確認したり、行動が成功したりすることが、客観的な世界を知ることになる」という幻想を克服するものである 。
生物物理学者でサイバネティックス研究者のハインツ・フォン・フェルスターおよび神経生物学者のウンベルト・マトゥラーナとフランシスコ・バレーラは、（マトゥラーナとバレーラは構成主義者と呼ばれることを望まないものの）ラディカル構成主義の主要な代表者であると考えられている。マトゥラーナとバレーラはオートポイエーシスの概念を開発し、この概念は1980年代のニクラス・ルーマンの社会学的システム理論など人文科学や社会科学の分野にも広がっている。ハインツ・フォン・フェルスターは、サイバネティック認識論、すなわちサイバネティックスに基づく知識獲得論を定式化した。

## 歴史
エルンスト・フォン・グレーザーズフェルドは、ソクラテス以前から構成主義の考え方があるとしている 。ソフィストや懐疑論者も、人間の感覚器が信頼できないことを示す証拠を集めていた。フォン・グレーザーズフェルドは、プラトンの洞窟の比喩は現実を視覚化したものである、と言う 。しかし、否定神学は、人間の概念は、人間の経験に由来するものであり、これにより神を把握することはできないという見方も持っていた 。9世紀のヨハネス・スコトゥス・エリウゲナは、人間は自分が何であるかを言うことができるような形で自分の性質を決定することはできないという見解を持っていた 。14世紀のドミニコ会士マイスター・エックハルトは、否定神学を受け継ぎ、 「それで、私は神に尋ねます、彼が私と神を平等にするように。なぜなら、私たちが神を生き物の始まりと考える限り、私の本質的な存在は神の上にあるからです。」として、（常に構築された）神の概念から彼を解放するように神に求めている 。ジョン・ロックは、20世紀にピアジェが使ったのと同様にリフレクションという言葉を使った 。ジョージ・バークリーは、数字は精神の産物であり、したがって完全に観察者に依存すると考えた 。デイヴィッド・ヒュームは「あるものが別のものと結びついていると言うとき、それは単に、二つの対象が我々の思考の中で結びついており、それが我々の推論を生じさせ、それによって両者の存在が相互に証明されることを意味している」と結論付けている 。フォン・グレーザーズフェルドの意味での最初の構成主義者の一人であるジャンバッティスタ・ヴィーコは1710年に、ラテン語でverum（真）とfactum（事実）が同じ意味であることを指摘した 。イマヌエル・カントは、「これまで、私たちの知識はすべて対象に基づいている必要があると仮定されてきた。[…]したがって、対象が私たちの知識に準拠している必要があると仮定することで、形而上学のタスクでより良い進歩を遂げることができないか試してみるべきである。」と提案した 。ヘルマン・フォン・ヘルムホルツは、「実は、因果関係の原則は、自然のすべての現象における規則性の前提条件に他ならない」と書いている 。
ラディカル構成主義は、上記の科学者の知見と1970年代の科学的時代精神から生じた。974年、フォン・グレーザーズフェルドは、ジャン・ピアジェの発生的認識論から結論を引き出すことを目的として、はじめて「ラジカル」という言葉を発生的認識論に関連付けた。フォン・グレーザーズフェルドは、ピアジェのアプローチを、自我の発達、言語とコミュニケーションの機能、算数教育における構成主義の適用などに拡張した。
1978年、フォン・フェルスターとヴァレラが主催する「現実の建設」会議がサンフランシスコで開催された。焦点は、生物学、社会学、政治学、論理学、言語学、人類学、心理療法など幅広い分野の参加科学者たちが、従来の認識論をもはや維持できないと確信したことである 。ラディカル構成主義は、主としてポール・ワッツラウィック（Paul Watzlawick）の著書 Anleitung zum Unglücklichsein（不幸への導き）, Die erfundene Wirklichkeit（発明された現実）、Wie wirklich ist die Wirklichkeit（現実はいかにして実在するか）を通じて広く一般に知られるようになった。
ラディカル構成主義は、科学哲学の分野で最も大きな影響を及ぼした。ラディカル構成主義は、科学的知識の絶対性の主張を否定しているので、相対主義的またはプラグマティックなアプローチに位置づけることができる。特に、オブザーバーの理論がよく受け入れられている。オブザーバーという概念は、この言葉の古い意味、つまり制御システムにおける役割（オブザーバーを参照）と科学的観察の意味の間で揺れ動いている。現実主義では、オブザーバーはいわば中立的な立場から世界を眺め、自分自身を世界の一部と見なさず、オブザーバの影響を排除しようとする。ラディカル構成主義は、オブザーバは常に世界の一部であり、常に主観的な視点を持っているため、観察自体に影響を与え、このような立場はとれないと指摘する。

## 文献
- Ernst von Glasersfeld: Der Radikale Konstruktivismus. Ideen, Ergebnisse, Probleme. Suhrkamp, Frankfurt am Main 1996, ISBN 3-518-58230-5. (TB 1997)  Originaltitel: Radical Constructivism, A Way of Knowing and Learning. London 1995.
- Ernst von Glasersfeld: Wissen, Sprache und Wirklichkeit. Arbeiten zum radikalen Konstruktivismus. (= Wissenschaftstheorie, Wissenschaft und Philosophie. 24). Vieweg, Braunschweig, Wiesbaden 1987, ISBN 3-528-08598-3.
- Ernst von Glasersfeld: Aspekte des Konstruktivismus: Vico, Berkeley, Piaget. In: Gebhard Rusch & Siegfried J. Schmidt [Hg.]: Konstruktivismus: Geschichte und Anwendung. Delfin 1992. S. 20–33. Frankfurt a. M., Suhrkamp, 1992, ISBN 978-3-518-28640-1.
- Ernst von Glasersfeld Einführung in den radikalen Konstruktivismus. In: P. Watzlawick [Hg.]: Die erfundene Wirklichkeit. S. 16–38, München, Piper, 1994. ISBN 978-3-492-10373-2.
- Ernst von Glasersfeld: Über Grenzen des Begreifens. Benteli, Bern 1996, ISBN 3-7165-1004-1.
- Ernst von Glasersfeld: Wege des Wissens. Konstruktivistische Erkundungen durch unser Denken. Hrsg. und mit Vorwort von Hans Rudi Fischer. Carl-Auer-Systeme, Heidelberg 1996, ISBN 3-89670-004-9.
- Ernst von Glasersfeld:  Zwischen den Sprachen. Eine persönliche Geschichte des Radikalen Konstruktivismus. supposé. (2005). ISBN 978-3-932513-63-3 ISBN 978-3-932513-63-3.
- Ernst von Glasersfeld, Heinz von Foerster: Wie wir uns erfinden. Eine Autobiographie des radikalen Konstruktivismus. 9. Auflage. Carl Auer, Heidelberg 1999, 2004, ISBN 3-89670-116-9.
- Heinz von Foerster, Ernst von Glasersfeld, Peter M. Hejl: Einführung in den Konstruktivismus. (= Veröffentlichungen der Carl-Friedrich-von-Siemens-Stiftung. 5). Piper, München, Zürich 1992, ISBN 3-492-11165-3. (Piper-TB, 2006)
- Heinz von Foerster, Bernhard Pörksen; Hans Rudi Fischer (Hrsg.): Wahrheit ist die Erfindung eines Lügners. Gespräche für Skeptiker. 8. Auflage. Carl Auer, Heidelberg 2008, ISBN 978-3-89670-096-4.
- Heinz von Foerster: Sicht und Einsicht. Versuche zu einer operativen Erkenntnistheorie. (= Wissenschaftstheorie, Wissenschaft und Philosophie. 21). Vieweg, Braunschweig, Wiesbaden 1985, ISBN 3-528-08468-5. (Carl Auer, Heidelberg 1999, ISBN 3-89670-094-4)
- Heinz von Foerster, Monika Bröcker: Teil der Welt. Fraktale einer Ethik oder Heinz von Foersters Tanz mit der Welt. 2. Auflage. Carl Auer, Heidelberg 2007, ISBN 978-3-89670-557-0.
- Heinz von Foerster, Bernhard Pörksen: Wahrheit ist die Erfindung eines Lügners. Gespräche für Skeptiker. Carl-Auer-Systeme, Heidelberg 1998, ISBN 978-3-89670-214-2

関連書籍
- Ulf Dettmann: Der Radikale Konstruktivismus. Anspruch und Wirklichkeit einer Theorie, Mohr Siebeck, Tübingen 1999, ISBN 978-3-16-147166-7.
- Ranulph Glanville (Autor), Dirk Baecker (Hrsg.): Objekte. Merve, Berlin 1988, ISBN 3-88396-064-0.
- Humberto R. Maturana, Francisco J. Varela: Der Baum der Erkenntnis. Die biologischen Wurzeln menschlichen Erkennens. Scherz, Bern/ München/ Wien 1987, ISBN 3-502-13440-5. (Fischer-Taschenbuch, Frankfurt am Main 2009, ISBN 978-3-596-17855-1)
- Gebhard Rusch, Siegfried J. Schmidt (Hrsg.): Konstruktivismus: Geschichte und Anwendung. Delfin 1992. (Suhrkamp, Frankfurt am Main 1992, ISBN 3-518-28640-4)
- Gebhard Rusch, Siegfried J. Schmidt (Hrsg.): Konstruktivismus und Sozialtheorie. Delfin 1993. (Suhrkamp, Frankfurt am Main 1994, ISBN 3-518-28699-4)
- Gebhard Rusch, Siegfried J. Schmidt (Hrsg.): Piaget und der Radikale Konstruktivismus. Delfin 1994. (Suhrkamp, Frankfurt am Main 1994, ISBN 3-518-28756-7)
- Gebhard Rusch, Siegfried J. Schmidt (Hrsg.): Konstruktivismus und Ethik. Delfin 1995. (Suhrkamp, Frankfurt am Main 1995, ISBN 3-518-28817-2)
- Gebhard Rusch, Siegfried J. Schmidt (Hrsg.): Interne Repräsentationen. Neue Konzepte der Hirnforschung. Delfin 1996. (Suhrkamp, Frankfurt am Main 1996, ISBN 3-518-28877-6)
- Siegfried J. Schmidt: Die Zähmung des Blicks. Konstruktivismus – Empirie – Wissenschaft. (Suhrkamp, Frankfurt am Main 1998, ISBN 3-518-28972-1)
- Fritz Unger: Kritik des Konstruktivismus. Heidelberg: Carl Auer, 2003, ISBN 3-89670-325-0.
- Ralf Nüse, Norbert Groeben, Burkhard Freitag, Margit Schreier.: Über die Erfindungen des Radikalen Konstruktivismus. Kritische Gegenargumente aus psychologischer Sicht. 2. Auflage. Dt. Studien-Verlag, Weinheim 1995, ISBN 3-89271-555-6.
- Martin Kurthen: Hermeneutische Kognitionswissenschaft. Die Krise der Orthodoxie. Djre, Bonn 1994, ISBN 3-928981-01-3.
- Humberto R. Maturana, Bernhard Pörksen: Vom Sein zum Tun. Die Ursprünge der Biologie des Erkennens. Carl-Auer-Systeme, Heidelberg 2002.
- Bernhard Pörksen: Die Gewissheit der Ungewissheit. Gespräche zum Konstruktivismus. Mit Heinz von Foerster, Ernst von Glasersfeld, Humberto R. Maturana, Gerhard Roth, Siegfried J. Schmidt, Helm Stierlin, Francisco J. Varela und Paul Watzlawick. Carl-Auer-Systeme, Heidelberg 2001.
- Bernhard Pörksen: Die Beobachtung des Beobachters. Eine Erkenntnistheorie der Journalistik. UVK, Konstanz. 2006.
- Bernhard Pörksen (Hrsg.): Schlüsselwerke des Konstruktivismus. 2. Auflage. Wiesbaden 2015.

ラディカル構成主義（法）に主な内容が言及している他の文献
- Kye I. Lee: Die Struktur der juristischen Entscheidung aus konstruktivistischer Sicht, Mohr Siebeck, Tübingen 2010, ISBN 978-3-16-150245-3.
- Oliver Harry Gerson: Das Recht auf Beschuldigung – Strafprozessuale Verfahrensbalance durch kommunikative Autonomie, De Gruyter, Berlin/Boston 2016, ISBN 978-3-11-048980-4.
- Hans-Joachim Strauch: Wie wirklich sehen wir die Wirklichkeit? Vom Nutzen des Radikalen Konstruktivismus für die juristische Theorie und Praxis, JZ (Juristenzeitung) Jahr 2000, S. 1020–1029.

ラディカル構成主義（ソーシャルワーク/教育科学）への主にコンテンツ関連の参照を持つ他の文献
- Björn Kraus: Relationaler Konstruktivismus – Relationale Soziale Arbeit. Von der systemisch-konstruktivistischen Lebensweltorientierung zu einer relationalen Theorie der Sozialen Arbeit. Beltz, Juventa, Weinheim/ Basel 2019, ISBN 978-3779939498
- Björn Kraus: Erkennen und Entscheiden. Grundlagen und Konsequenzen eines erkenntnistheoretischen Konstruktivismus für die Soziale Arbeit, Beltz Juventa, Weinheim/ Basel 2013, ISBN 978-3-7799-2854-6
- Björn Kraus: Konstruktivismus, Kommunikation, soziale Arbeit: Radikalkonstruktivistische Betrachtungen zu den Bedingungen des sozialpädagogischen Interaktionsverhältnisses, Carl-Auer-Systeme-Verlag, Heidelberg 2002, ISBN 978-3-89670-312-5
- Holger Lindemann: Konstruktivismus und Pädagogik. Grundlagen, Modelle, Wege zur Praxis, Reinhardt, München 2006, ISBN 978-3-497-01843-7

批判的な文献
- Paul Boghossian: Angst vor der Wahrheit: Ein Plädoyer gegen Relativismus und Konstruktivismus. Suhrkamp, Frankfurt 2013, ISBN 978-3-518-29659-2.